# جامعة غازي عنتاب

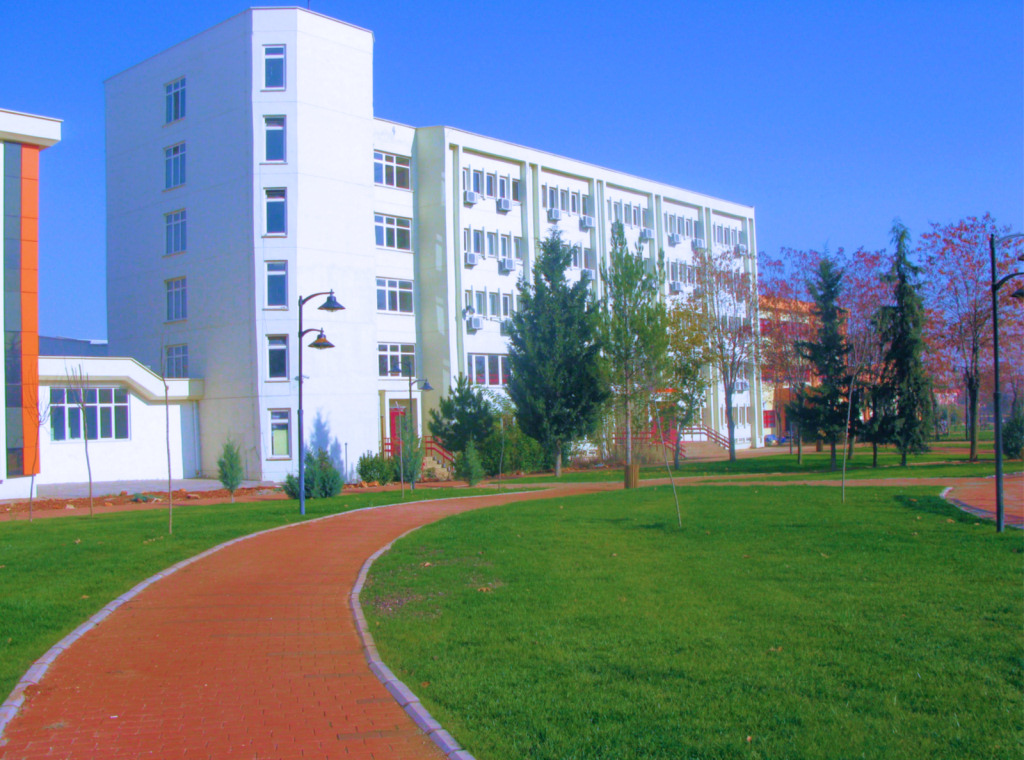
جامعة غازي عنتاب كلية الآداب والعلوم

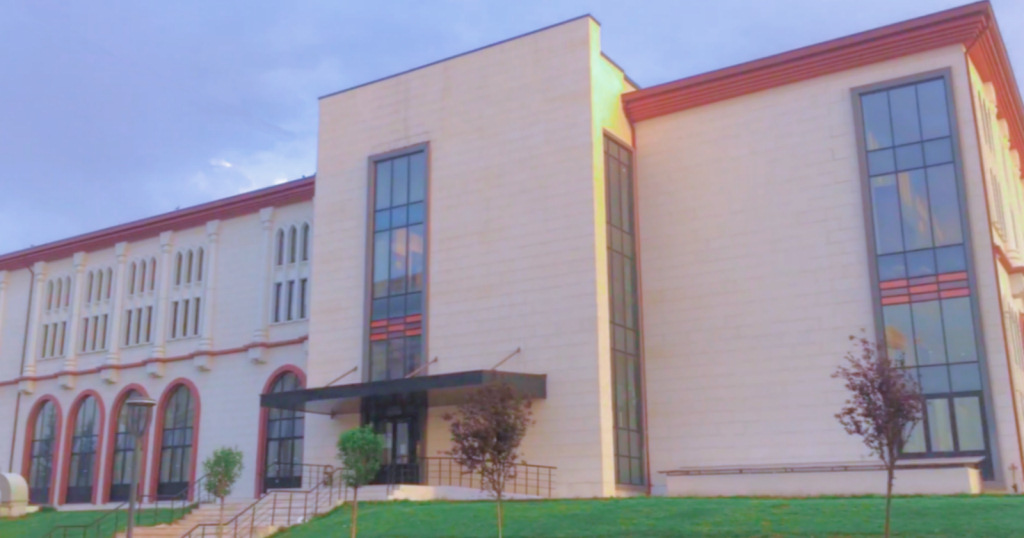
جامعة غازي عنتاب كلية الحقوق

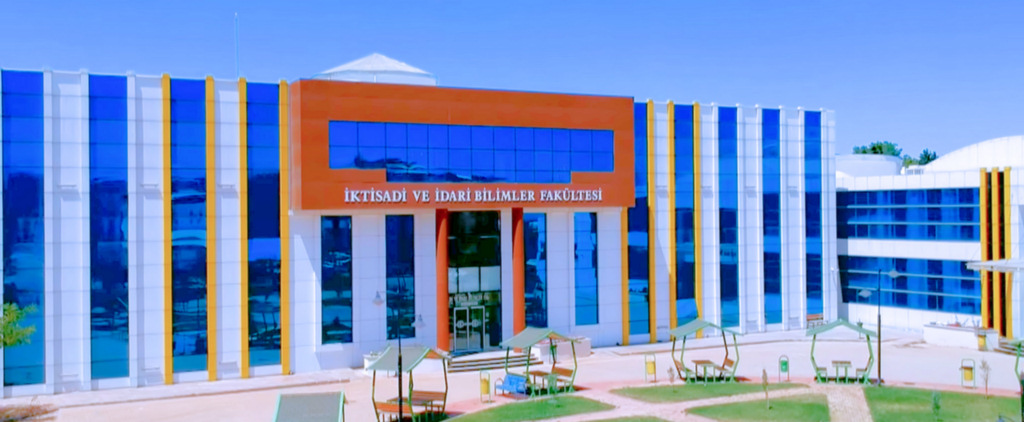
جامعة غازي عنتاب كلية الاقتصاد والعلوم الإدارية

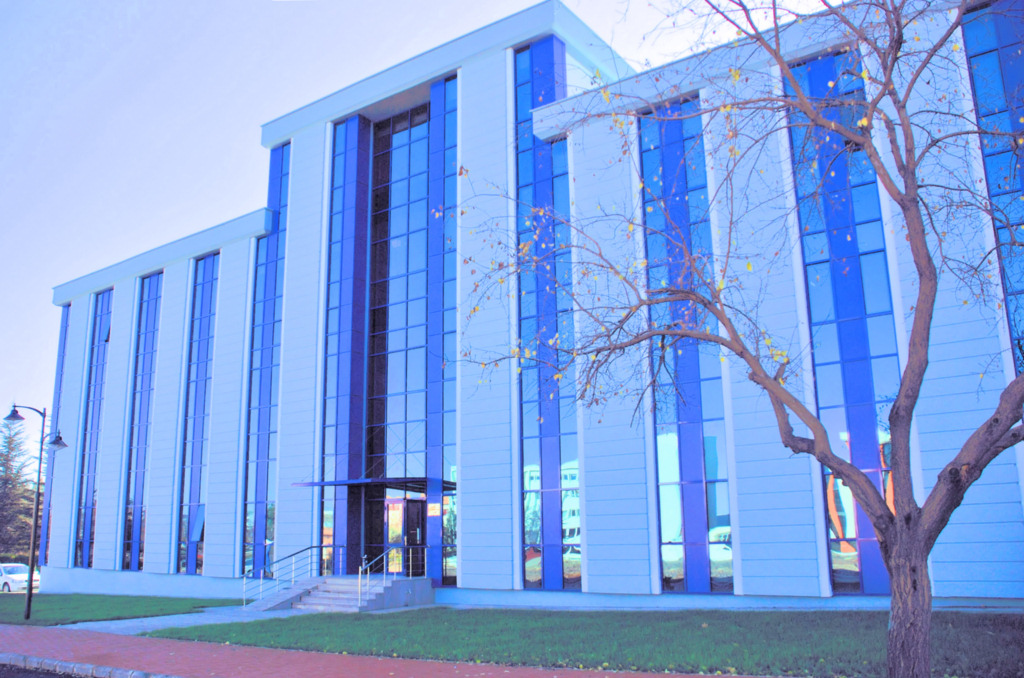
جامعة غازي عنتاب الهندسة الصناعية

جامعة غازي عنتاب (بالتركية: Gaziantep Üniversitesi)‏ هي جامعة حكومية تركية بدأت عام 1973 بقسم الهندسة الميكانيكية التابع لجامعة الشرق الأوسط التقنية وأصبحت جامعة عام 1987.

## التاريخ
بدأت جامعة غازي عنتاب التعليم في عام 1973 في قسم الهندسة الميكانيكية، الذي تم إنشاؤه ضمن كلية الهندسة بجامعة الشرق الأوسط التقنية.
ومع افتتاح قسم الهندسة الكهربائية عام 1974، تم تحويل هذين القسمين إلى كلية الهندسة في غازي عنتاب. تم إضافة قسم الكيمياء التطبيقية إلى الكلية عام 1977
وتأسست الهندسة المدنية عام 1981، وفي عام 1982 تم تحويل قسم الكيمياء التطبيقية إلى قسم الهندسة الغذائية، كما تم تحويل قسم العلوم الأساسية إلى قسم الهندسة الفيزيائية.
في 27 يونيو 1987، أخذت جامعة غازي عنتاب شخصيتها الاعتبارية بإضافة كليات مختلفة حديثة الإنشاء إلى كلية الهندسة بموجب القانون رقم 3389 .
لغة التدريس في كلية الهندسة هي اللغة الإنجليزية منذ إنشائها، ومدة التعليم 4 سنوات باستثناء الإعدادي.

## الأقسام
- كلية الهندسة
- كلية الآداب والفنون
- كلية الاقتصاد والعلوم الإدارية
- كلية التربية غازي عنتاب
- كلية الطب
- كلية الهندسة المعمارية
- كلية طب الأسنان
- كلية الفنون الجميلة
- كلية الإصلاحية للاقتصاد والعلوم الإدارية
- كلية العلوم الصحية
- كلية التربية
- كلية اللاهوت
- كلية الاتصالات
- كلية الحقوق
- كلية الطيران والملاحة الفضائية
- كلية السياحة
- كلية التربية عفرين (سوريا)
- كلية عزيز للعلوم الإسلامية (سوريا)
- كلية الباب للعلوم الاقتصادية والإدارية (سوريا)
- كلية علوم الرياضة

### المعاهد
- معهد العلوم والتكنولوجيا
- معهد العلوم الصحية
- معهد العلوم الاجتماعية
- معهد العلوم التربوية
- معهد الهجرة

### الكليات
- المعهد الموسيقي الحكومي التركي
- مدرسة اللغات الأجنبية

### اجازات المدارس
- المدرسة المهنية لإدارة السياحة والفنادق
- مدرسة غازي عنتاب المهنية للخدمات الصحية
- مدرسة أوجوزيلي المهنية
- المدرسة المهنية للعلوم التقنية
- المدرسة المهنية للعلوم الاجتماعية
- مدرسة نيزيب المهنية
- مدرسة نورداجي المهنية
- مدرسة الإصلاحية المهنية
- مدرسة ناجي المهنية
- مدرسة العربان المهنية
- مدرسة جرابلس المهنية (سوريا)

- قسم الهندسة الصناعية
- قسم الهندسة الميكانيكية
- قسم الهندسة الكهربائية والإلكترونية
- قسم هندسة الفيزياء
- قسم الهندسة الغذائية
- قسم الهندسة المدنية
- قسم هندسة النسيج
- هندسة الكمبيوتر
- الهندسة المعدنية